# J.Jensen-Ramirent
J.Jensen-Ramirent is een wielerploeg die een Deense licentie heeft. De ploeg bestaat sinds 2012. J.Jensen-Ramirent komt uit in de continentale circuits van de UCI. Michael Sandstød is de manager van de ploeg.

## Seizoen 2014

### Transfers
| Inkomend | Team 2013 | Uitgaand       | Team 2014                 |
| -------- | --------- | -------------- | ------------------------- |
|          |           | Johan Svensson | FireFighters Upsala CK    |
|          |           | Lasse Bøchman  | Team Cult Energy          |
|          |           | Jesper Hansen  | Designa Køkken-Knudsgaard |

## Seizoen 2013

### Renners
| Naam                               | Geboortedatum    | Nationaliteit | Ploeg 2012                |
| ---------------------------------- | ---------------- | ------------- | ------------------------- |
| Lasse Bøchman (vanaf 16 augustus)  | 13 juni 1983     | Denemarken    | Glud & Marstrand-LRØ      |
| Niki Byrgesen                      | 21 juli 1990     | Denemarken    | Christina Watches-Onfone  |
| Casper Degn Larsen                 | 4 januari 1992   | Denemarken    | Blue Water Cycling        |
| Christian Elbaek                   | 21 augustus 1993 | Denemarken    | Neo                       |
| Patrik Ericsson                    | 4 juni 1986      | Zweden        |                           |
| Jesper Hansen                      | 26 juni 1989     | Denemarken    | Neo                       |
| Stig Hemmingsen                    | 23 juli 1983     | Denemarken    |                           |
| Mike Lauge                         | 5 februari 1988  | Denemarken    | Neo                       |
| Mathias Lisson                     | 10 maart 1990    | Denemarken    | Designa Køkken-Knudsgaard |
| Thomas Madsen                      | 17 november 1988 | Denemarken    | Team Trefor               |
| Michel Sandstød                    | 16 juli 1992     | Denemarken    |                           |
| Kristian Sobota                    | 1 juni 1988      | Denemarken    | Christina Watches-Onfone  |
| Nicolai Steensen (tot 16 augustus) | 29 maart 1990    | Denemarken    | Geen                      |
| Johan Svensson                     | 2 oktober 1979   | Zweden        | Neo                       |